# کنسرت رسوایی

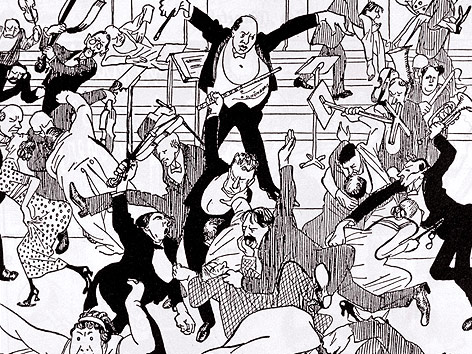
کاریکاتوری از این کنسرت که در ۶ آوریل ۱۹۱۳، در هفته‌نامهٔ دی تسایت، به چاپ رسید.

کنسرت رسوایی (آلمانی: Skandalkonzert)، کنسرتی بود که توسط آرنولد شونبرگ در ۳۱ مارس ۱۹۱۳، برگزار شد. این کنسرت توسط «انجمن کنسرت وین» در سالن بزرگ «موزیک ورین»در وین برنامه‌ریزی شده و آثاری از آهنگسازان دومین مکتب موسیقی وین به اجرا درآمد.
در طول کنسرت، مخاطبان که از موسیقی اکسپرسیونیستی و تجربه‌گرایی جدیدِ این نوع موسیقی شوکه شده بودند، شورش را آغاز کردند و کنسرت به‌صورت زودرس، به‌پایان رسید. گفته می‌شود که در میان این ناآرامی‌ها، ارهارد بوشبک، برگزارکنندهٔ کنسرت، به یکی از معترضان که از مهمانان کنسرت بود، سیلی زده‌است و سرانجام این امر به شکایت علیه بوشبک، منجر می‌شود، اما این رویداد باعث شد تا نام دیگری برای «کنسرت رسوایی» انتخاب شود و به‌عنوان «کنسرت سیلی» نیز نامیده شود. اسکار اشتراوس (آهنگساز وینی اپرت) که شاهد این حادثه بوده‌است، اظهار داشت که صدای سیلی، هماهنگ‌ترین صدای کنسرت در آن شب بود.

## برنامه‌های کنسرت

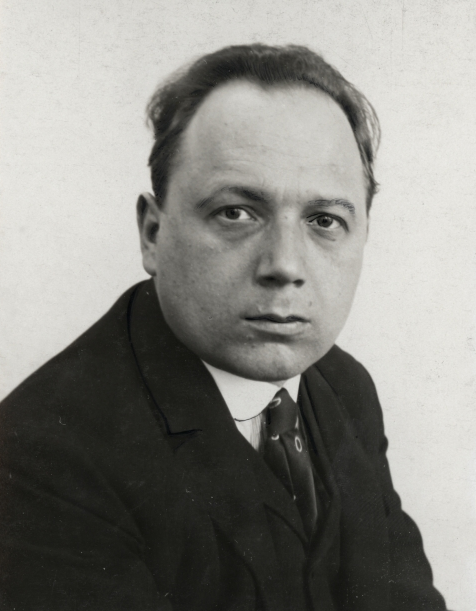
ارهارد بوشبک (برگزارکنندهٔ کنسرت) که گفته می‌شود به صورت یکی از مهمانان معترض، سیلی نواخته‌است.

برنامه‌های عنوان شده در این کنسرت، بدین شرح بود:
- آنتون وبرن: شش قطعه برای ارکستر، اپوس ۶.
- الکساندر فن تسملینسکی: «چهار ترانهٔ ارکسترال روی اشعاری از موریس مترلینگ»[ج]، اپوس ۱۳.
- آرنولد شونبرگ: سمفونی مجلسی شماره ۱، اپوس ۹.
- آلبان برگ: پنج ترانهٔ ارکسترال پس از کارت پستال‌های پتر آلتنبرگ، اپوس ۴.
- این اجرا، قبل از شروع یک کنسرت برنامه‌ریزی شدهٔ دیگر با نام «ترانه‌های کودکانه برای مردگان»[چ]، اثرِ گوستاو مالر، به پایان رسید.

آغاز درگیری در این کنسرت، هنگام اجرای قطعهٔ آوازهای ارکسترال ساختهٔ آلبان برگ بود و مخاطبان خواستار فراخوان آهنگساز و شاعر شدند. پتر آلتنبرگ که به بیمارستان روانی سپرده شده بود، در این کنسرت حضور نداشت ولی در تمرین قبل از اجرای ارکستر که در صبح همان روز برگزار شده بود، به وی اجازه دادند تا حضور داشته باشد (سه روز بعد آلتنبرگ به نوشتن طرحی نثرگونه پرداخت که حضور آلما مالر را نیز در تمرین به تصویر کشیده بود). اما علی‌رغم اینکه این آگاهی وجود داشت که شاعر در کنسرت حضور ندارد اعتراضات ادامه یافت و بدین ترتیب بود که اسکار اشتراوس، در دادگاه شهادت داد که در این کنسرت صدای سیلی‌زدنِ ارهارد بوشبک (برگزارکنندهٔ کنسرت) به یکی از مهمانان، هماهنگ‌ترین صدای کنسرت در آن شب بود. همچنین «کنسرت رسوایی» برای آلبان برگ، عواقبی طولانی در پی داشت و پس از آن تا سال ۱۹۵۲، این اثر اجرا نشد و پارتیتور کاملِ آن نیز تا سال ۱۹۶۶، چاپ نشد.

## تاریخ و پژواک موسیقی معاصر
اولین اجرایِ قطعهٔ «ترانه‌های گوره» اثر شونبرگ، در ۲۳ فوریه ۱۹۱۳، در سالن بزرگ «موزیک ورین»، به رهبری فرانتس شرکر برگزار شد و موفقیت چشمگیری داشت. اما آهنگساز که از نگرش محافظه‌کارانه و قبلیِ مردم وین رنجیده بود، حاضر به پذیرش تشویق و کف‌زدن تماشاگران نشد. در مقابل، مخاطبان چند هفته بعد و در کنسرت بعدیِ آهنگسازان موسیقی معاصر، آنجا تصمیم به انتقام گرفتند. گزارش‌های مطبوعات مربوط به این دوره، به شورش و ناآرامی‌هایی اشاره می‌کند که پیروان و شاگردان شونبرگ از یک طرف، و مخالفان او در طرف دیگر، بر سرِ یکدیگر فریاد می‌زدند که با پرتاب اشیا، اخلال دراجرای ارکستر، تخریب صندلی‌ها و غیره همراه بوده‌است.
دو ماه بعد و در ۲۹ مه ۱۹۱۳، شورش مشابهی هنگام اولین اجرایِ بالهٔ پرستش بهار ساختهٔ ایگور استراوینسکی در پاریس، به وقوع پیوست.

## یادداشت
1. ↑  Vienna Concert Society
2. ↑  Musikverein
3. ↑  Erhard Buschbeck
4. ↑  slap concert
5. ↑  Oscar Straus
6. ↑   Five Orchestral Songs on Picture-Postcard Texts by Peter Altenberg
7. ↑  Kindertotenlieder
8. ↑  Gurrelieder
9. ↑  Franz Schreker